# Ейбоженко Зінаїда Іванівна
Зінаї́да Іва́нівна Ейбоже́нко, у шлюбі Мілютіна (рос. Зинаида Ивановна Эйбоженко; роки народження та смерті невідомі) — російська оперна та камерна співачка (контральто).

## Життєпис
У 1868—1872 роках навчалася співу в Московській консерваторії.
1872 року дебютувала в партії Вані («Життя за царя» Михайла Глінки) на сцені Великого театру в Москві.
Зимовий сезон 1873/74 років співала в Київській опері.
Від 1893 року жила в Кисловодську.